# Taysir El Nourani
Taysir El Nourani é a Ministra do Trabalho e Reforma Administrativa do Sudão.
El Nourani deu início às suas funções no ministério no dia 9 de fevereiro de 2021.